# Joe and Jake
Joe and Jake es un dúo musical británico de género pop, fundado en el 2015 y compuesto por Joe Woolford y Jake Shakeshaft. Es conocido debido a que fueron los representantes de Reino Unido en el Festival de la Canción de Eurovisión 2016, con el tema «You're Not Alone».

## Historia

### Inicios
- Cronología en "La Voz":

| Actuación           | Canción                                                   | Artista original | Resultado                       |
| Joe Woolford        | Joe Woolford                                              | Joe Woolford     | Joe Woolford                    |
| ------------------- | --------------------------------------------------------- | ---------------- | ------------------------------- |
| Audiciones a ciegas | "Lights"                                                  | Ellie Goulding   | Entra en el equipo de Rita Ora  |
| Ronda de batalla    | "I Won't Give Up" (contra Ryan Green)                     | Jason Mraz       | Gana la batalla y avanza        |
| Octavos de final    | "Hey ya!"                                                 | OutKast          | Entra en las galas en directo   |
| Semana 1            | "Don't Wake Me Up"                                        | Chris Brown      | Avanza                          |
| Semana 2            | "Jealous"                                                 | Labrinth         | Eliminado                       |
| Jake Shakeshaft     |                                                           |                  |                                 |
| Audiciones a ciegas | "Thinking Out Loud"                                       | Ed Sheeran       | Entra en el equipo de will.i.am |
| Ronda de batalla    | "Every Teardrop Is a Waterfall" (contra Stephen Cornwell) | Coldplay         | Gana la batalla y avanza        |
| Octavos de final    | "As Long as You Love Me"                                  | Justin Bieber    | Eliminado                       |

### Festival de la Canción de Eurovisión 2016
Durante The Voice UK, Woolford y Shakeshaft se convirtieron en buenos amigos y decidieron competir juntos en "Eurovision: You Decide", la final nacional de la BBC para escoger al representante británico en el Festival de la Canción de Eurovisión 2016. Tras ganar el concurso, interpretaron el tema «You're Not Alone» en la Gran Final del Festival de Eurovisión, el 14 de mayo de 2016, en el Globen Arena de Estocolmo, Suecia. Woolford y Shakeshaft obtuvieron el vigesimocuarto puesto.